# Birgir Hansen
Birgir Hansen (* 16. November 1986) ist ein ehemaliger isländischer Eishockeyspieler, der seine gesamte Karriere bei Ísknattleiksfélagið Björninn in der isländischen Eishockeyliga verbracht hat und mit dem Klub 2012 isländischer Meister wurde.

## Karriere
Birgir Hansen begann seine Karriere als Eishockeyspieler bei Ísknattleiksfélagið Björninn in der isländischen Eishockeyliga. Ab 2011 wurde er vereinzelt auch bei Hunar, der zweiten Mannschaft des Klubs, eingesetzt. 2012 war er am bisher einzigen Meistertitel seines Klubs beteiligt. Ein Jahr später beendete er seine Karriere.

### International
Im Juniorenbereich spielte Birgir Hansen 2001 bei der Qualifikation zur Division III der U18-Weltmeisterschaften, die allerdings gegen die Türkei verloren ging und bei der U18-Weltmeisterschaft der Division III 2003 sowie im U20-Bereich 2001 bei der Qualifikation zur Division III der U20-Weltmeisterschaften, bei der sich die Isländer gegen Luxemburg und Irland durchsetzen konnten und sich damit für die U20-Weltmeisterschaft der Division III 2002 qualifizierten, bei der Birgir Hansen dann ebenfalls spielte.
Mit der Herren-Nationalmannschaft der Nordmänner spielte Birgir Hansen bei den Weltmeisterschaften der Division II 2007 und 2008 teil.

## Erfolge und Auszeichnungen
- 2002 Aufstieg in die Division II bei der U20-Weltmeisterschaft der Division III
- 2003 Aufstieg in die Division II bei der U18-Weltmeisterschaft der Division III, Gruppe B
- 2012 Isländischer Meister mit Ísknattleiksfélagið Björninn